# Mari Boine

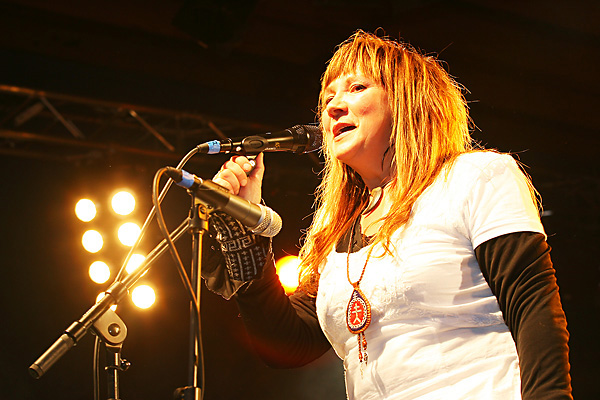
Mari Boine, 2006

Mari Boine eredetileg Mari Boine Persen illetve Mari Boine Olsen (Karasjok, Norvégia, 1956. november 8. –) számi (lapp) zenész.

## Életrajza
Mari Boine Gámehisnjárga-ban egy Anarjohka menti településen született számi családba Finnmarkban. A család lazachalászatból és állattenyésztésből élt, és Mari Boine gyermekkorában a számik évszázados hagyományait követő természetközeli életet élte. Számára az iskola igazi kulturális sokk volt, az oktatás norvég nyelven folyt és a hagyományos számi énekeket az ördög művének tekintették.

## Kitüntetései
2003-ban az Északi Tanács zenei díjával tüntették ki. 2009 szeptember 18-án a norvég királytól a Szent Olaf Rend első osztályú keresztjét vehette át.

## Diszkográfia

### Szólólemezek
- Jaskatvuođa Maŋŋá/Etter Stillheten Mari Boine Persen néven (Hot Club, 1985)
- Gula Gula (Hør Stammødrenes Stemme) (Iđut, 1989)
- Salmer på Veien Hjem Mari Boine Persen néven Ole Pausszal és Kari Bremnesszel (Kirkelig Kulturverksted, 1991)
- Møte i Moskvaaz Alyansszal (BMG Ariola, 1992)
- Goaskinviellja/Eagle Brother (Lean, 1993)
- Leahkastin/Unfolding Roger Ludvigsennel, Helge A. Norbakkennel, Hege Rimestaddal, Gjermund Silsettel és Carlos Z. Quispével (Sonet/Lean, 1994)
- Eallin — Live (Antilles/Lean, 1996)
- Radiant Warmth (Antilles 1996)
- Bálvvoslatjna/Room of Worship Mari Boine Band néven (Antilles/Lean, 1998)
- Remixed/Ođđa Hámis, (Jazzland/Lean, 2001)
- Eight Seasons/Gávcci Jahkejuogu (Lean/EmArcy/Universal, 2002)
- Idjagieđas/In the Hand of the Night (Lean/Universal, 2006)
- Kautokeino-Opprøret (A Kautokeino Rebellion című film zenéje) Svein Schultzcal és Herman Rundberggel (Sony/ATV Music, 2008)
- It Ain't Necessarily Evil/Bodeš Bat Gal Buot Biros: Mari Boine Remixed Vol. II (EmArcy/Universal, 2008)
- Čuovgga Áirras/Sterna Paradisea (Lean/EmArcy/Universal, 2009)
- Áiggi Askiis – An introduction to Mari Boine (Lean, 2011)
- Gilvve Gollát/Sow Your Gold a Norvég Rádió Szimfonikus Zenekarával (Universal, 2013)
- See the Woman (MPS, 2017)
- Amame Bugge Wesseltofttal (By Norse Music, 2023)
- Alva (By Norse Music, 2024)

### Közreműködések
- Jan Garbarek: Twelve Moons (ECM, 1992)
- Jan Garbarek: Visible World (ECM, 1995)